# Аспен (Колорадо)
Аспен (енгл. Aspen) град је у САД у савезној држави Колорадо. По подацима из 2000. године у граду је живело 5.914 становника.

## Географија
Аспен се налази на надморској висини од 2.405 m.

## Демографија
По попису из 2010. године број становника је 6.658, што је 744 (12,6%) становника више него 2000. године.
|                   | 2010.          | 2000.          |
| Укупно            | 6 658 (100,0%) | 5 914 (100,0%) |
| Белци             | 5 924 (88,98%) | 5 372 (90,84%) |
| Хиспаноамериканци | 499 (7,495%)   | 363 (6,138%)   |
| Азијати           | 98 (1,472%)    | 86 (1,454%)    |
| Остали            | 87 (1,307%)    | 67 (1,133%)    |
| Афроамериканци    | 50 (0,751%)    | 26 (0,440%)    |